# Exèrcit dels Estats Units d'Amèrica
L'exèrcit dels Estats Units és el principal cos de les Forces Armades dels Estats Units d'Amèrica. La seva principal responsabilitat són les operacions militars terrestres. L'any 2007 hi havia 1.055.734 soldats en actiu, que es repartien en 519.472 soldats en actiu a l'exèrcit regular, 346.288 a la Guàrdia Nacional de l'Exèrcit (Army National Guard) i 189.975 a la Reserva de l'Exèrcit (United States Army Reserve).
Aquest exèrcit permet el reclutament de dones i fins i tot nenes soldat.

## Història

### Seglexviii
L'Exèrcit Continental fou creat el 14 de juny de 1775 pel Congrés Continental com una força unificada per lluitar contra el Regne Unit i amb George Washington com a comandant en cap. Tot i no ser un bon estrateg, Washington va emprar diferents tàctiques per vèncer els britànics. Amb la decisiva victòria a la batalla de Yorktown, i l'ajuda de França, l'exèrcit Continental va fer retrocedir l'exèrcit britànic i, amb el tractat de París, s'aconseguí la independència dels Estats Units.
Després de la guerra, aquest exèrcit fou desarmat i el nou país quedà en mans de milicians amateurs. De totes maneres, les guerres i conflictes amb els indis promogueren la creació d'un exèrcit entrenat estatunidenc. La primera unitat d'aquest nou exèrcit fou la Legió dels Estats Units creada el 1791.

### Seglexix
La guerra de 1812 (1812-1815), fou el segon gran enfrontament entre els EUA i tropes britànics, i una de les que més baixes estatunidenques provoca. Durant aquesta guerra, tropes estatunidenques intentaren envair Canadà, atac que fou repel·lit per les tropes britàniques que arribaren fins a Washington DC que fou cremada. Una de les victòries d'aquesta guerra per les tropes dels EUA fou la reconquesta de Nova Orleans que estava en mans britàniques, a mans de Andrew Jackson.
Entre 1815 i 1860, l'esperit del manifest de pau de la guerra de 1812 marca els moviments de l'exèrcit dels EUA, que desplaçà les seves accions a l'oest on provocà la Guerra EUA-Mèxic, que consolidà el territori dels EUA amb les conquestes de Califòrnia, Nevada, Utah, Colorado, Arizona, Wyoming i Nou Mèxic.
El 1861 esclatà la guerra de secessió on diferents estats del sud del país volgueren crear els Estats Confederats d'Amèrica (CSA). Precisament, l'atac de tropes de la confederació sobre posicions de l'exèrcit dels EUA a Fort Sumter a Charleston (Carolina del Sud) inicià el conflicte. Durant els dos primers anys de guerra, tots dos bàndols mantingueren les seves posicions fins que la superior indústria militar del nord permeté a les tropes del nord guanyar terreny als rebels, especialment a la batalla de Gettysburg que resultà decisiva per a la moral del sud. La guerra acabà amb la rendició de les tropes del sud, les quals patiren moltes baixes i desercions, l'abril de 1865.
Acabada la guerra civil, l'exèrcit dels EUA es dedicà a resoldre per les armes el conflicte existent amb els pobles indis els quals resistiren la invasió que l'exèrcit feu al centre del país.
L'any 1898, els EUA tingueren la primera victòria militar de prestigi internacional quan derrotaren a l'exèrcit espanyol a la Guerra de Cuba. En aquesta guerra, on la tecnologia de les tropes estatunidenques era molt superior, moriren molts catalans enrolats en les tropes espanyoles. En aquelles batalles es va inspirar l'havanera El meu avi, que fa referència a un dels vaixells espanyols que lluitaren contra l'armada dels EUA.
Entre 1898 i 1913, els EUA s'enrolaren a la guerra contra Filipines i en la intervenció en diferents conflictes a l'Amèrica llatina que donarien a l'exèrcit estatunidenc prestigi internacional.

### Segle XX

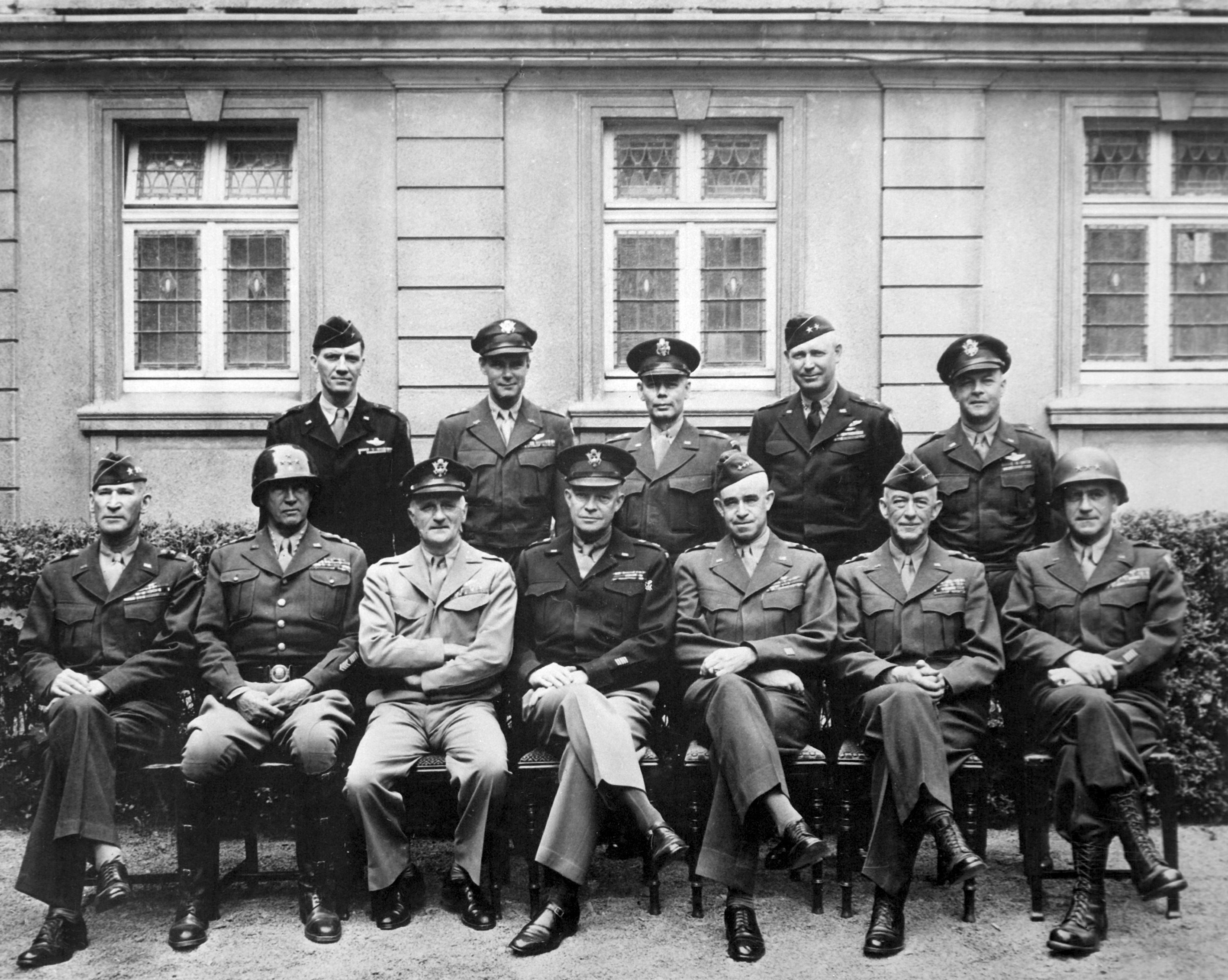
Oficials de l'exèrcit dels EUA durant la Segona Guerra Mundial.

L'exèrcit dels EUA va prendre important relleu internacional durant el segle xx. La seva intervenció al final de la Primera Guerra Mundial fou decisiva per la victòria aliada i la rendició d'Alemanya el 18 de novembre de 1918.
Posteriorment, vindria la segona guerra mundial. Després de l'atac japonés de Pearl Harbor, l'exèrcit dels EUA entraria en combat, tant en el front europeu, on fins al 1941 sols hi havia voluntaris, com en el front pacífic.

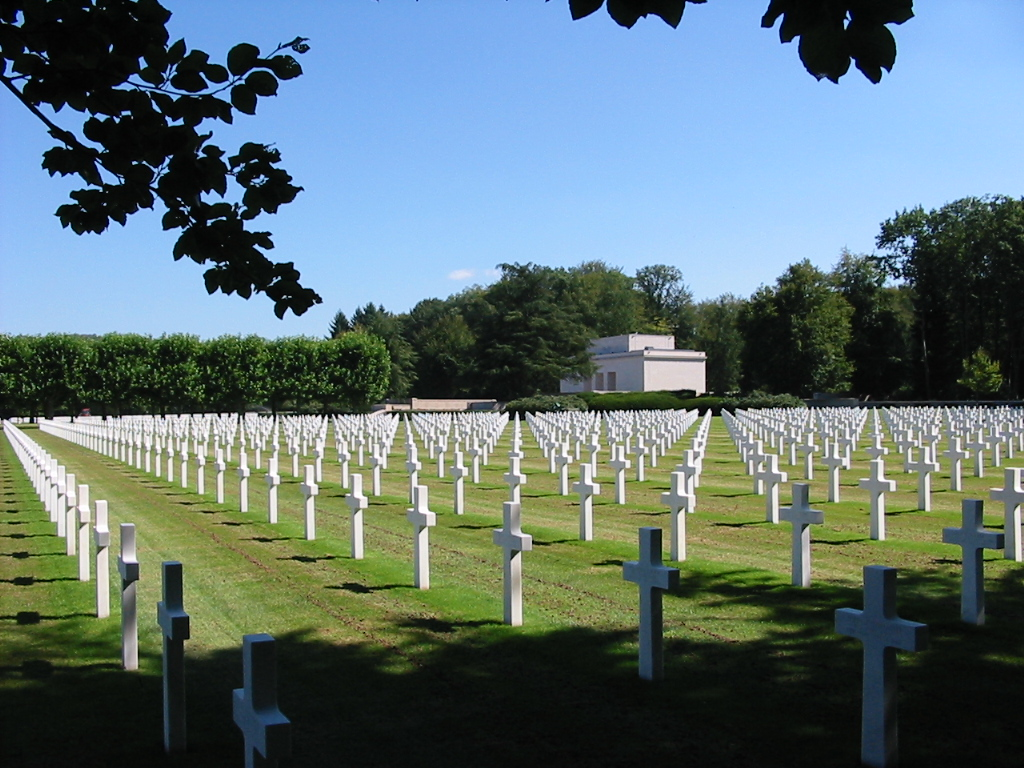
Cementiri de soldats estatunidencs morts a França durant la Segona Guerra Mundial

 En el front europeu, junt amb l'exèrcit britànic i altres aliats, participaria en l'alliberament de l'Europa occidental i el nord d'Àfrica del Tercer Reich. Tropes estatunidenques lluitaren a Itàlia contra italians i alemanys, i posteriorment prendrien part en el Dia D. El 6 de juny de 1944, les tropes aliades sota comandament dels EUA i del general Dwight D. Eisenhower llençarien un atac contra la França ocupada a les platges de Normandia. Concretament l'exèrcit dels EUA tenia com a objectius les platges de Utah i Omaha, així com assegurar diferents punts estratègics, com el poble de Saint Mere-Eglise que fou conquerida des de l'aire per les 82a i 101a Divisió Aerotransportada. Posteriorment tropes estatunidenques, participarien en l'alliberament de París, resistirien el contratac alemany a la batalla de les Ardenes i entrenarien al sector occidental d'Alemanya.
Un cop les tropes soviètiques arribarien a Berlín i provocarien la caiguda del Tercer Reich, l'exèrcit dels EUA se centraria en la guerra del pacífic, on després d'una intensa campanya i les bombes d'Hiroshima i Nagasaki provocaria la derrota japonesa a l'agost de 1945.
Més d'un milió de soldats dels EUA perdrien la vida durant les operacions militars del seu exèrcit en la Segona Guerra Mundial.
Entre el 1950 i el 1953, tropes dels EUA participarien en la guerra de Corea sota el paraigües de Nacions Unides. Després de diferents avenços i retrocessos en suport de Corea del Sud contra el règim de Corea del Nord, i sobretot degut a la participació de la Xina comunista en la guerra donant suport a Corea del Nord, es pactaria un alto al foc que retornaria l'statuts quo a la península.
Probablement, la guerra que més dura ha estat pels militars estatunidencs, així com per la població civil, fou la Guerra del Vietnam. Tot i que tropes dels EUA estaven a Vietnam des de 1959, les hostilitats bèl·liques començaren per John F. Kennedy l'any 1963, pocs dies abans de morir assassinat a Dallas, en suport a la república del Vietnam en contra del régim comunista establert per Vietnam del nord, la guerra s'allarga fins al 1975 i causà la mort de 58.209 soldats estatunidencs.
Durant els anys 80, tot i no haver-hi guerres llargues, les tropes dels EUA participaren en la invasió de dos estats, l'illa de Grenada ordenada pel president Ronald Reagan i la de Panamà ordenada per George H. W. Bush.
Un cop a començaments dels anys 90, la Unió Soviètica desapareixia i la tercera guerra mundial semblava esfumar-se de l'imaginari col·lectiu, tropes iraquianes de Sadam Hussein envaïen un dels aliats dels EUA, Kuwait l'agost de 1990. Aquest fet provocaria l'anomenada Guerra del Golf on tropes aliades sota ordres de Nacions Unides alliberarien Kuwait de les tropes iraquianes.
Durant el mandat de Bill Clinton, l'exèrcit dels EUA va bombardejar posicions iraquianes de forma puntual, i participà en missions de pau ordenades per Nacions Unides a Somàlia i l'antiga Iugoslàvia.

### Atemptats de l'11 de setembre a Nova York

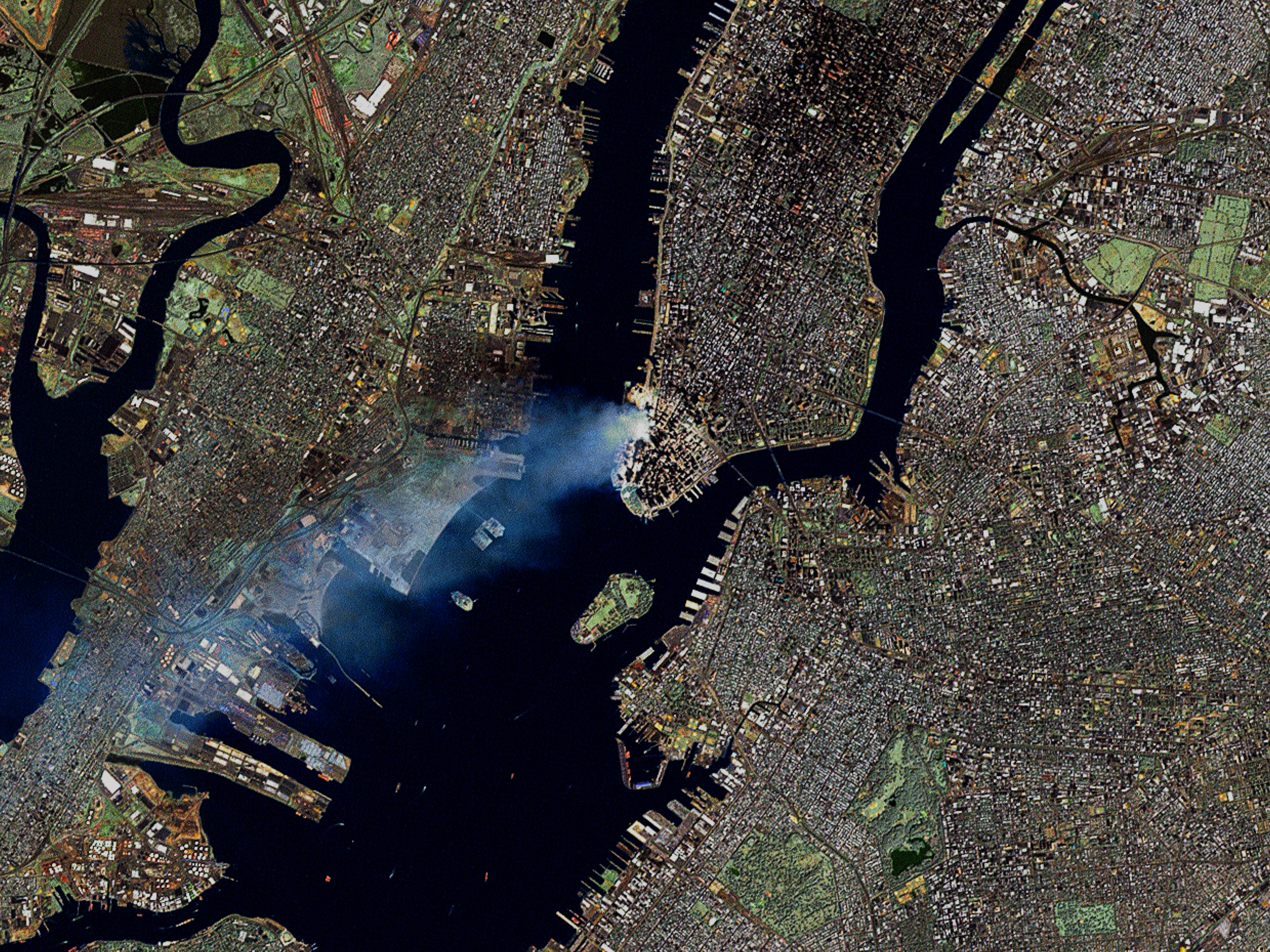

El segle XXI començà amb l'atac l'11 de setembre de 2001 per part d'Al-Qaida de les torres bessones de Nova York. L'atac en un territori de l'OTAN permeté al president George W. Bush que els aliats ataquessin l'Afganistan, país on s'havien refugiat els membres d'Al-Qaeda que havien comès l'atac i el seu líder Osama bin Laden. A pesar de fer fora el govern talibà, les tropes estatunidenques no pogueren captura a Bin-Laden ni al líder dels talibans, el mulà Omar.

### Operació Llibertat Duradora
La guerra de l'Afganistan (també anomenada pel comandament americà "Operació Llibertat Duradora") esclatà com una resposta dels Estats Units als atemptats de l'11 de setembre de 2001. Aquests atemptats van ser reivindicats pel moviment extremista Al-Qaida, les bases del qual es trobaven a l'Afganistan, i que era protegit pel règim talibà. La guerra s'inicià el 7 d'octubre de 2001, davant la negativa dels talibans d'entregar Ossama bin Laden, considerat com el màxim responsable d'al-Qaida. Els Estats Units van començar una sèrie de bombardejos sobre el país, amb la fi d'enderrocar el règim talibà.

### Guerra de l'Ìraq

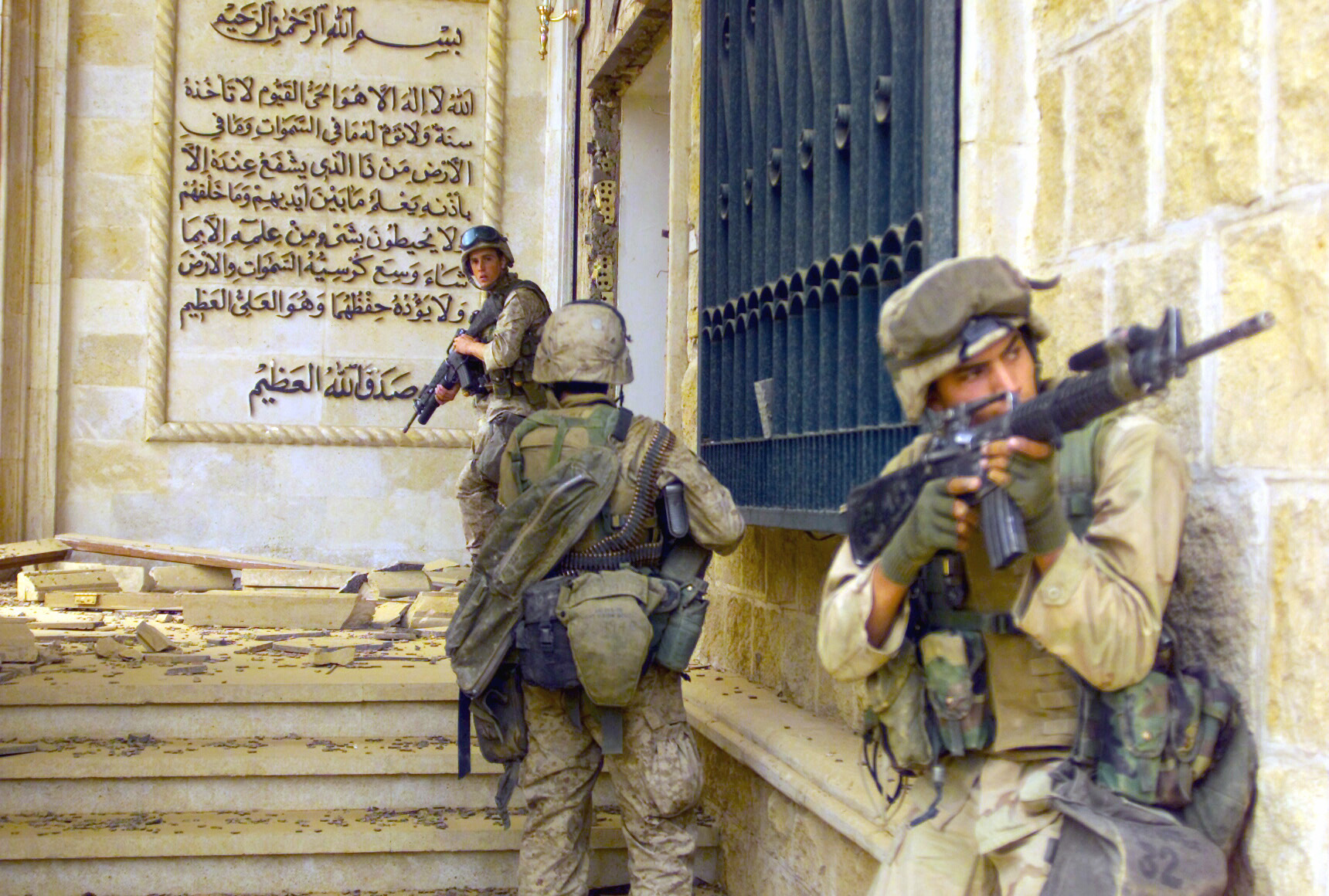

L'any 2003, el president George W. Bush assegurà que el govern de Saddam Hussein posseïa armes de destrucció massiva i demanar permís a l'ONU per atacar el régim iraquià. L'ONU denega el permís, i alguns estat de l'OTAN com França o Bèlgica també es negaren a participar en l'atac. Finalment, Bush amb el suport de Tony Blair (Regne Unit), José María Aznar (Espanya) i José Manuel Durán Barrosso (Portugal) i amb la participació bèl·lica de tropes estatunidenques i britàniques, invaïren l'Iraq i capturaren a Saddam Hussein qui fou entregat per l'exèrcit dels EUA a la polícia iraquiana, condemnat a mort i executat el 30 de desembre de 2006. En aquesta guerra, les baixes americanes foren minses, però foren acusats de matar a diferents periodistes, entre ells José Couso i Julio Anguita Parrado, el que provocà que el jutge de l'Audiència Nacional, Baltasar Garzón hagi demanat l'extradició dels soldats que provocaren aquestes morts. Tot i que la invasió fou ràpida, la post-guerra ha estat marcada pels continus atacs que han patit les tropes dels EUA per part de suïcides. Aquests atacs han provocat la mort de més de 3000 soldats des del final de la guerra.

## Estructura
El US Army és un dels 5 cossos militars que formen les forces armades estatunidenques, conjuntament amb:
- United States Marine Corps
- United States Navy
- United States Air Force
- United States Coast Guard

L'estructura militar està composta per 3 components, una de regular (Regular Army) i dues de reserva, la Guàrdia Nacional dels EUA (National Guard) i el United States Army Reserve o exèrcit a la reserva.
La Guàrdia Nacional entrena com un cos més de l'exèrcit, però a diferència del cos regular, quan no està desenvolupant missions federals, resta a les ordres deol governador de l'estat on presten servei. DE totes maneres una ordre presidencial pot federalitzar la Guàrdia Nacional contra la voluntat del governor.
Pel que fa a l'exèrcit de reserva la majoria de membres de la reserva són soldats a temps parcial que entrenen un cop al mes, el que es coneix com a Battle Assembly i es reuneixen durant 2 o 3 setmanes de forma anual.
La jerarquia militar dels EUA té a sobre de tot el President dels EUA, qui és el comandant en cap, després el secretari d'estat i finalment el secretari de l'exèrcit, tots ells de caràcter civil.
L'exèrcit dels EUA es divideix en 10 components (Del més gran al més petit):
- Field Army: Normalment conduït per un general, que sol tenir un elevat nombre de soldats a les seves ordres.

- Corps: Anteriorment consistien en dues o més divisions i brigades orgàniques de suport. En l'actualitat, és una unitat operacional que pot portar sota les seves ordres un nombre flexible d'unitats modular. El comandant sol ser un tinent general que té a les seves ordres entre 20.000 i 45.000 soldats.

- Divisió: Dirigida per un general major, consisteix en 3 brigades de maniobres, una divisió d'artilleria, una divisió de suport, una brigada de suport aeri, una brigada d'enginyers (Tan sols en divisions d'armament pesants) i altres components menors. Fins al desenvolupament del Brigade Combat Team program era la unitat més petita (10.000-15.000 soldats) amb autosuficiència.

- Brigada o grup: Compost per tres o més batallons i comandat per un coronel o de forma ocasional per un General de brigada. Solen estar compostos per dos grups de maniobra, una esquadra de cavalleria i diferents grups de combat (entre els auls hi ha cossos d'enginyers i d'intel·ligència militar). Solen estar compostos entre 3.000 i 5.000 soldats.

- Batalló: Consisteix en un grup d'entre 2 i 6 companyies i compost d'entre 300 i 1000 soldats. La majoria d'unitats s'organitzen de forma interna. La cavalleria és formada per esquadres. Normalment, una esquadra és comandada per un tinent general amb l'ajuda d'un sergent major

- Companyia: Són bateries d'artilleria o tropes de cavalleria. Consisteix en tres o quatres pilots formats per un grup d'entre 100 i 130 soldats. Solen ser comandades per un capità o de forma ocasional per un major ajudat d'un sergent primer.

- Secció (Platoon en anglès): Liderats per un tinent primer ajudat per un sergent de primera classe, les seccions solen estar formades pel líder, el sergent, un operador de ràdio i teléfon i per dos o més escamots.

- Escamot (Section en anglès): És un grup format per entre 8 i 16 membres liderats per un sergent.

- Esquadra: Liderada per un sergent o caporal, una esquadra sol tenir entre 4 i 6 soldats.

- Equip de tir: Composta de 4 soldats; un líder de tir, un resposanble de les granades, un tirador de rifle automàtic i un frantirador. Solen ser liderats per sargents o, en algunes ocasions, per caporals.

Des de 2003, l'exèrcit dels EUA anomena a seus membres Soldier (Soldats) com a resultat d'un acord entre els principals caps d'aquest. Com a resultat d'aquest acord, quan es fa referència a un membre de l'exèrcit dels EUA, la paraula Soldier ha d'anar en majúscules.

## Equipament

### Armes individuals

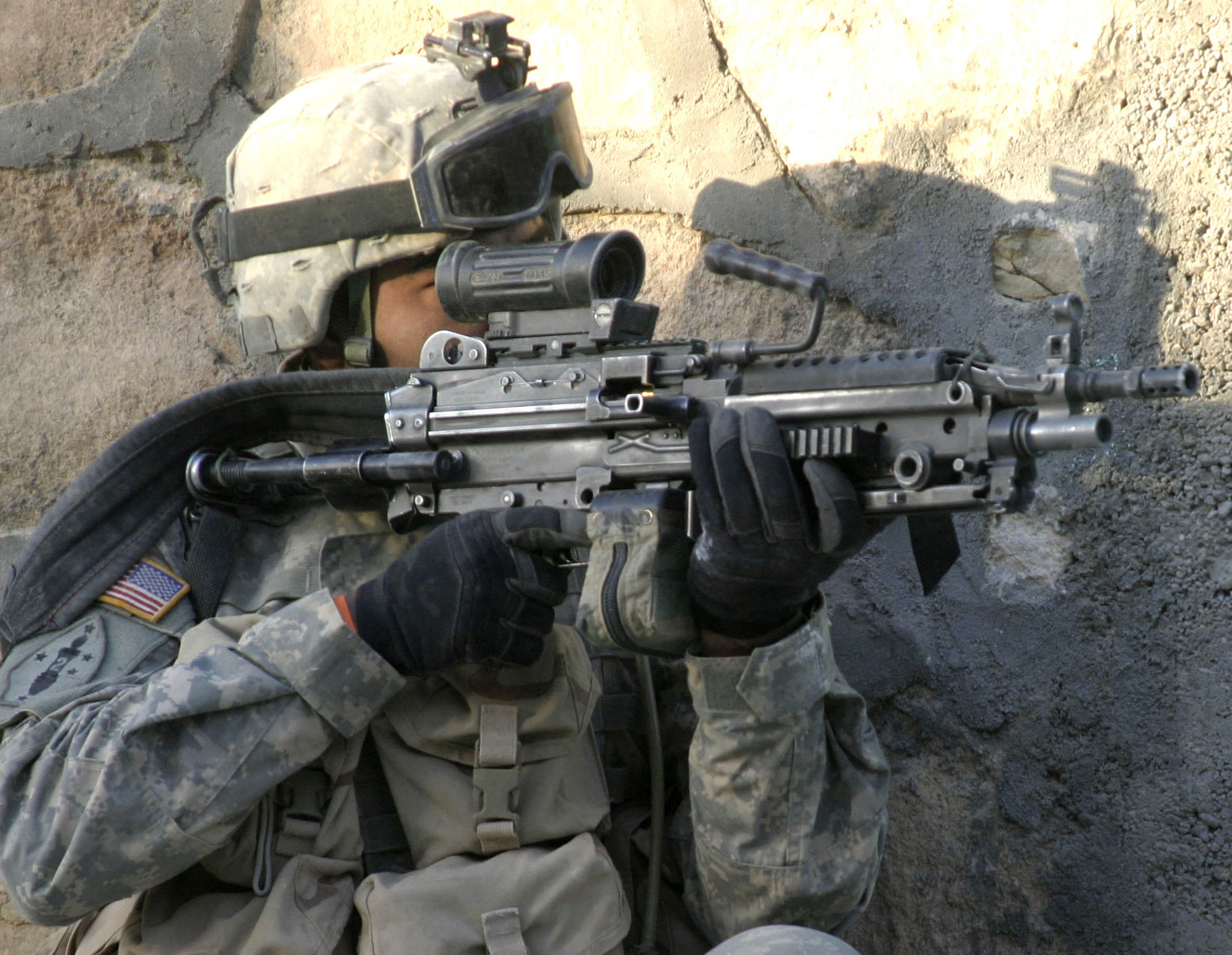
Soldat estatunidenc amb una M249 SAW Para

La principal arma que usen els soldats del US Army és un M16 i la seva variant la M4 Carabina. Opcionalment, també s'usa una M9 bayonet. Un altre dels instruments que s'usen és la granada de 40 mm M203.
Una altra de les armes més utilitzades a l'exèrcit dels EUA és la pistola M9 que sol ser usada per la majoria d'unitats de combat i suport. Una altra arma usada, tot i que molt menys, és la SIG P226, igual que la M11 i la MK23.

### Vehicles

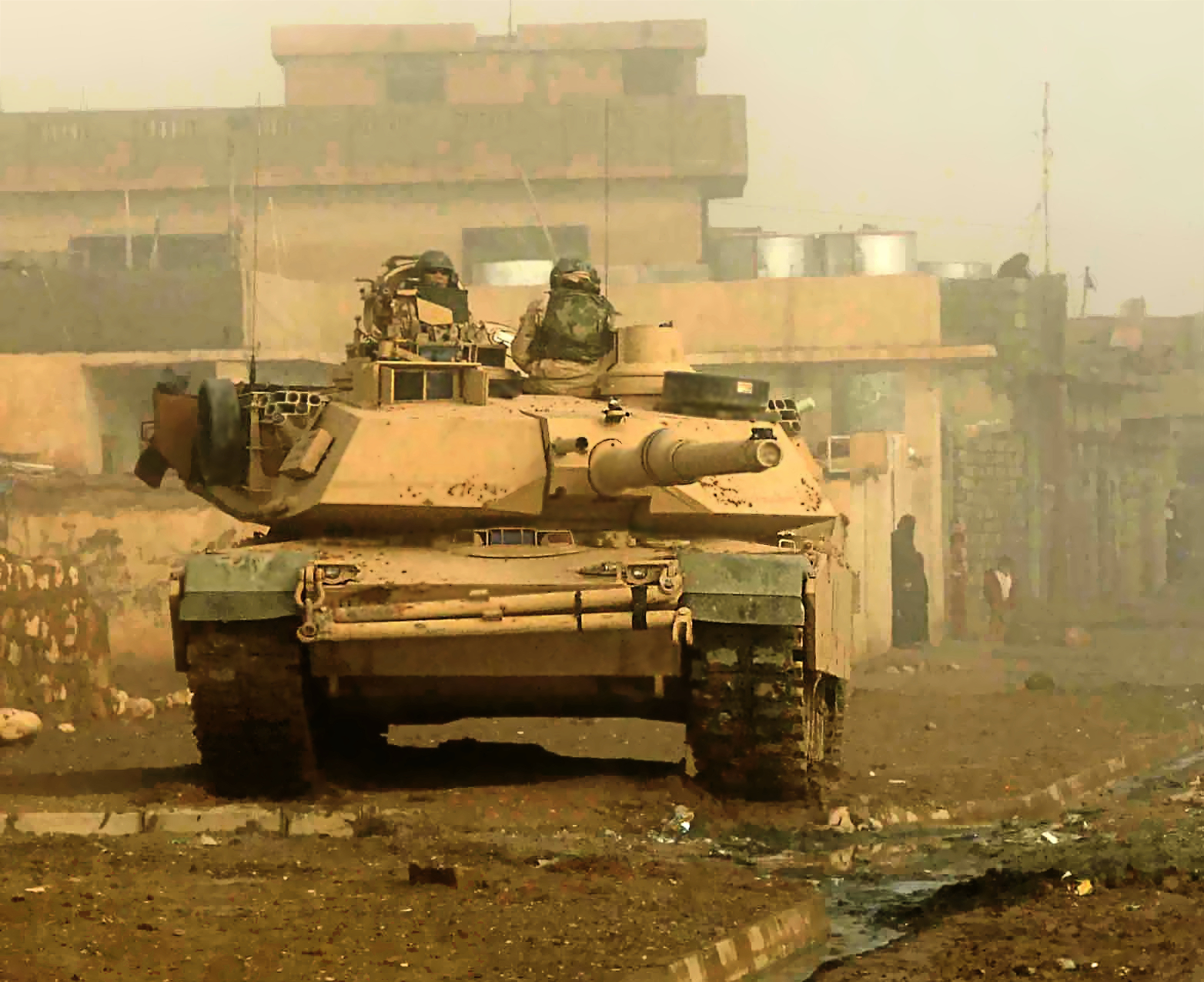
El M1A2 Abrams durant la Guerra d'Iraq

L'exèrcit dels Estats Units és el primer del món a assolir una mobilitat del 100% en vehicles de motor i és el que té una major ratio de vehicles per nombre de soldats. Una gran proporció dels pressupostos militars es destinen a l'adquisició i manteniment de vehicles terrestres.
El vehicle més usat és el d'alta mobilitat High Mobility Multi-purpose Wheeled Vehicle 
capaç de transportar tropes, càrrega, armes i fer fins i tot d'ambulància. Els M1 Abrams són els principals tancs de l'exèrcit mentre que els M2 Abrams són els que sol usar la infanteria Altres vehicles serien el M3 Bradley, i l'Stryker, així com elM113.

### Artilleria

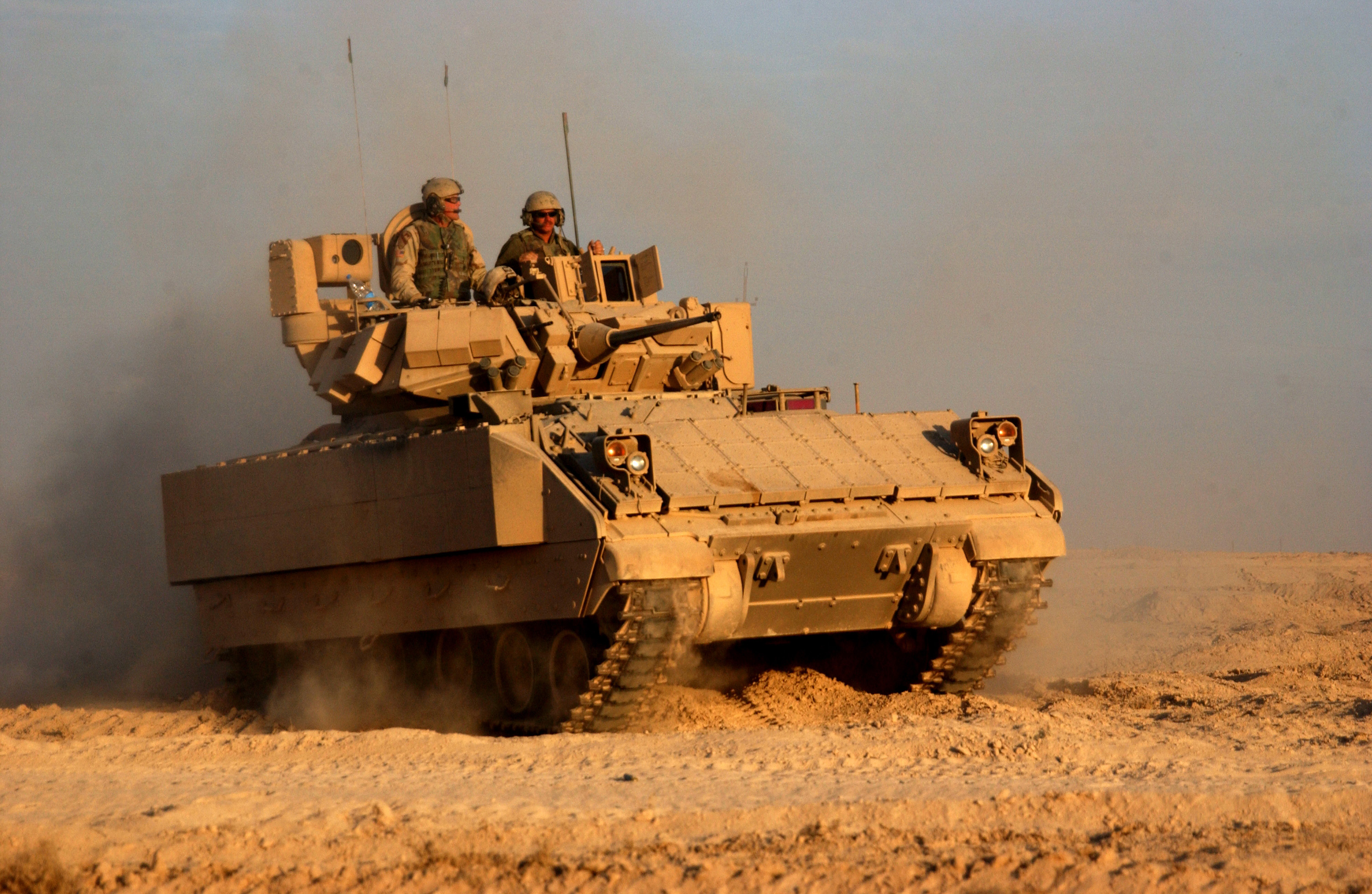
M2A3 Bradley IFV (Vehicle de combat de la infanteria)

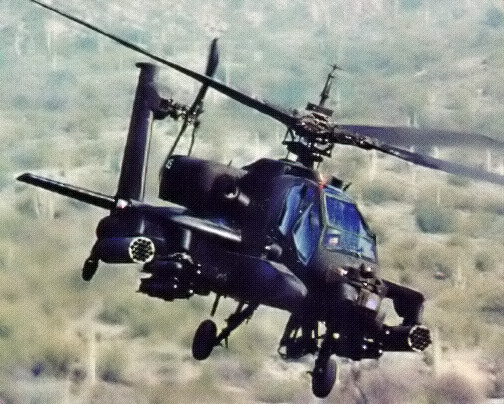
AH-64 Apache helicopter

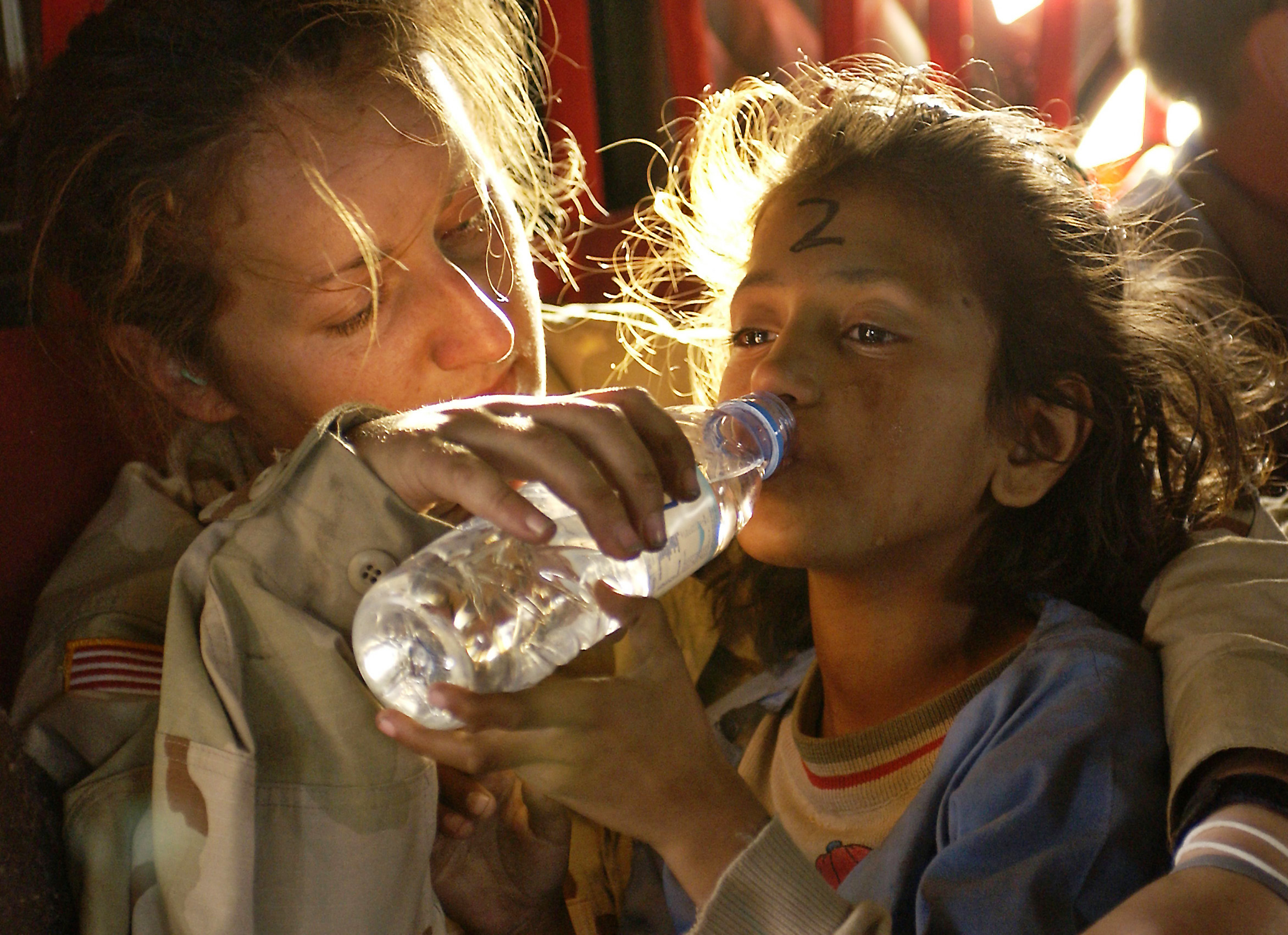
La sergent Kornelia Rachwal en una missió huminatària al Pakistan

Les principals armes d'artillera del U.S. Army són els M109 Paladin i els llançadors de míssils MLRS, montades sobre plataformes. El foc de protecció per la infanteria lleugera és proporcionat pels Fire M119 howitzer, i els de 155 mm M777 howitzer.

### Suport Aeri
A diferència d'altres cossos de les forces armades, el US Army usa pocs avions d'ales fixes i en canvi molts helicópters. Entre aquests trobem l'AH-64 Apache, i el helicópter espia OH-58 Kiowa. Probablement, el més conegut gràcies a Hollywood és el UH-60 Black Hawk que actua amb el CH-47 Chinook i el Hughes H-6.

### Crew-served weapon systems
Crew-served weapon systems reben aquest nom perquè es necessiten dues o més persones per usar-les i transportar-les. Solen haver-hi utensilis com trípodes, plataformes, etc. Probablement els més coneguts són els morters i els llença granades.

## Organització de maniobres de combat
L'exèrcit dels EUA té actualment 10 divisions, a més a més de diverses unitats independents. El següent ordre de batalla serà efectiu una vegada conclogui el pla de transformació de l'exèrcit, l'any 2009. Cada divisió tindrà quatre brigades de maniobres terrestres i inclourà com a mínim una brigada d'aviació a més a més d'una brigada d'artilleria i una brigada de servei de suport. Depenent de la missió, es poden assignar o afegir brigades addicionals al quartel general d'una divisió.
- Exèrcit Central dels Estats Units, aquarterat a la base de la força aèria de Shaw, (Carolina del Sud)

- 1a Divisió Cuirassada, aquarterada a Fort Bliss (Texas)
  - Quatre brigades a Fort Bliss.

- 1a Divisió de Cavalleria, aquarterada a Fort Hood (Texas)
  - Quatre brigades a Fort Hood.

- 1a Divisió d'Infanteria, aquarterada a Fort Riley (Kansas)
  - Tres brigades a Fort Riley i una brigada a Fort Knox (Kentucky).

- 2a Divisió d'Infanteria, aquarterada a Camp Red Cloud (Corea del Sur)
  - Una brigada a Camp Casey (Corea del Sur) i tres Equips de Combat de Brigada Stryker a Fort Lewis, a l'estat de (Washington, EUA).

- 3a Divisió d'Infanteria, aquarterada a Fort Stewart (Geòrgia)
  - Tres brigades a Fort Stewart i una brigada a Fort Benning (Geòrgia).

- 4a Divisió de d'Infanteria, aquarterada a Fort Carson (Colorado)
  - Quatre brigades a Fort Carson.

- 10a Divisió de Muntanya, aquarterada a Fort Drum (estat de Nova York)
  - Tres brigades a Fort Drum i una brigada a Fort Polk (Louisiana).

- 25a Divisió d'Infanteria, aquarterada a Schofield Barracks (Hawaii)
  - Dues brigadas a Schofield Barracks (una d'infanteria i una Stryker), una brigada Stryker a Fort Wainwright (Alaska), i una brigada a Fort Richardson (Alaska).

- 82a Divisió Aerotransportada, aquarterada a Fort Bragg (Carolina del Nord)
  - Quatre brigades a Fort Bragg.

- 101a Divisió Aerotransportada (Assalt Aeri), aquarterada a Fort Campbell (Kentucky)
  - Quatre brigades a Fort Campbell.

- 173a Brigada Aerotransportada, aquarterada a Vicenza (Itàlia)

- 2n Regiment de Cavalleria (Equip de Combat de Brigada Stryker), aquarterada a Vilseck (Alemanya)

- 3r Regiment de Cavalleria Cuirassada, aquarterada a Fort Hood (Texas)

- 11è Regiment de Cavalleria Cuirassada, aquarterada a Fort Irwin (Califòrnia), serveix com a Força Contrària en el Centre Nacional d'Entrenament.

## Llocs i divises

### Oficials
| Codi OTAN                                      | OF-10               | OF-9    | OF-8               | OF-7          | OF-6               | OF-5    | OF-4               | OF-3  | OF-2    | OF-1             | OF-1              | Oficial cadet            |
| ---------------------------------------------- | ------------------- | ------- | ------------------ | ------------- | ------------------ | ------- | ------------------ | ----- | ------- | ---------------- | ----------------- | ------------------------ |
| Estats Units                                   | General d'Exèrcit   | General | Tinent General     | Major General | General de Brigada | Coronel | Tinent Coronel     | Major | Capità  | Primer Tinent    | Segon Tinent      |                          |
| Estats Units                                   | General of the Army | General | Lieutenant General | Major General | Brigadier General  | Colonel | Lieutenant Colonel | Major | Captain | First Lieutenant | Second Lieutenant | Cadet/Officer Candidate  |
| Estats Units                                   | General d'Exèrcit¹  | General | Tinent General     | Major General | General de Brigada | Coronel | Tinent Coronel     | Major | Capità  | Primer Tinent    | Segon Tinent      | Cadet/Candidat a oficial |
| ¹ Honorífic/utilitzat només en temps de guerra |                     |         |                    |               |                    |         |                    |       |         |                  |                   |                          |

### Oficials tècnics
| Codi OTAN    | WO-5                    | WO-4                    | WO-3                    | WO-2                    | WO-1                 |
| ------------ | ----------------------- | ----------------------- | ----------------------- | ----------------------- | -------------------- |
| Estats Units | Oficial tècnic Cap 5    | Oficial Tècnic Cap 4    | Oficial Tècnic Cap 3    | Oficial Tècnic Cap 2    | Oficial Tècnic Cap 1 |
| Estats Units | Chief Warrant Officer 5 | Chief Warrant Officer 4 | Chief Warrant Officer 3 | Chief Warrant Officer 2 | Warrant Officer 1    |
| Estats Units | Oficial Tècnic Cap 5    | Oficial Tècnic Cap 4    | Oficial Tècnic Cap 3    | Oficial Tècnic Cap 2    | Oficial Tècnic Cap 1 |

### Suboficials
| Codi OTAN    | OR-9                       | OR-9                    | OR-9           | OR-8           | OR-8            | OR-7                      | OR-6                  | OR-5     | OR-4     |
| ------------ | -------------------------- | ----------------------- | -------------- | -------------- | --------------- | ------------------------- | --------------------- | -------- | -------- |
| Estats Units | Sergent Major de l'Exèrcit | Sergent Major Comandant | Sergent Major  | Sergent primer | Sergent Mestre  | Sergent de Primera classe | Sergent de Personal   | Sergent  | Caporal  |
| Estats Units | Sergeant Major of the Army | Command Sergeant Major  | Sergeant Major | First Sergeant | Master Sergeant | Sergeant First Class      | Staff Sergeant        | Sergeant | Corporal |
| Estats Units | Sergent Major de l'Exèrcit | Sergent Major Comandant | Sergent Major  | Sergent Primer | Sergent Mestre  | Sergent de Primera classe | Sergent de Complement | Sergent  | Caporal  |

### Tropa
| Codi OTAN    | OR-4         | OR-3                     | OR-2       | OR-1         |
| ------------ | ------------ | ------------------------ | ---------- | ------------ |
| Estats Units | Especialista | Soldat de Primera Classe | Soldat E2  | sense divisa |
| Estats Units | Specialist   | Private First Class      | Private E2 | Private E1   |
| Estats Units | Especialista | Soldat de Primera Clase  | Soldat E2  | Soldat E1    |

## Uniforme
En l'actualitat, l'exèrcit dels EUA està dissenyant un uniforme únic, el qual podrà camuflar els soldats tant en la lluita en el desert com en terreny urbà. Aquest uniforme substituirà el tradicional de 3 colors de lluita al desert, que hem pogut veure en les tropes estatunidenques a l'Iraq i el que s'utilitzava en altres conflictes.

## Comandaments de l'Estat Major
| Comandaments de l'Estat Major                                                                     | Actual comandament                                          | Localització                                |
| ------------------------------------------------------------------------------------------------- | ----------------------------------------------------------- | ------------------------------------------- |
| Intelligence and Security Command (INSCOM)                                                        | MG John DeFreitas III Arxivat 2007-06-13 a Wayback Machine. | Fort Belvoir, Virgínia                      |
| Corps of Engineers (USACE)                                                                        | LTG Robert Van Antwerp Jr.                                  | Washington DC                               |
| Corps of Chaplains (USACC)                                                                        | CH (MG) David Hicks                                         | Washington DC                               |
| Corps of Quartermasters (QMC)                                                                     | BG Mark A. Bellini                                          | Fort Lee, Virgínia                          |
| Signal Corps (USASC)                                                                              | BG Randolph P. Strong                                       | Fort Gordon, Georgia                        |
| The Judge Advocate General (JAG)                                                                  | MG Scott C. Black                                           | Washington DC                               |
| Medical Command (MEDCOM)                                                                          | MG Gale Pollock                                             | Fort Sam Houston, Texas                     |
| Installation Management Command (INMC)                                                            | LTG Robert Wilson                                           | Arlington, Virgínia                         |
| Army Test & Evaluation Command (ATEC)                                                             | MG James R. Myles Arxivat 2007-04-07 a Wayback Machine.     | Alexandria, Virgínia                        |
| Army Materiel Command (AMC)                                                                       | GEN Benjamin S. Griffin                                     | Fort Belvoir, Virgínia                      |
| Training and Doctrine Command (TRADOC)                                                            | GEN William S. Wallace                                      | Fort Monroe, Virgínia                       |
| Acadèmia Militar dels Estats Units (United States Military Academy, USMA)                         | LTG Franklin L. Hagenbeck                                   | West Point (Nova York)                      |
| Forces Command (FORSCOM)                                                                          | GEN Charles C. Campbell                                     | Fort McPherson, Geòrgia                     |
| US Army South Arxivat 2005-07-01 a Wayback Machine. (USARSO)                                      | BG Ken Keen                                                 | Fort Sam Houston, Texas                     |
| Special Operations Command (USASOC)                                                               | LTG Robert W. Wagner                                        | Fort Bragg (Carolina del Nord)              |
| Military Surface Deployment and Distribution Command Arxivat 2005-06-17 a Wayback Machine. (SDDC) | MG Kathleen M. Gainey]                                      | Fort Eustis, Virgínia                       |
| Space and Missile Defense Command (SMDC)                                                          | LTG Kevin T. Campbell                                       | Arlington, Virginia                         |
| Fifth United States Army (FUSA)                                                                   | LTG Thomas R. Turner II                                     | Fort Sam Houston, Texas                     |
| Eighth United States Army (EUSA)                                                                  | LTG David P. Valcourt                                       | Yongsan Army Garrison, Seül (Corea del Sud) |
| Army Africa Command (AFRICOM)                                                                     | RADM Robert Moeller                                         | Stuttgart, Alemanya                         |
| Army Pacific Command (USARPAC)                                                                    | LTG John M. Brown III                                       | Fort Shafter, Hawaii                        |
| US Army Europe & Seventh Army (USAREUR)                                                           | GEN David D. McKiernan                                      | Campbell Barracks, Heidelberg, Alemanya     |
| Southern European Task Force Arxivat 2007-04-24 a Wayback Machine. (SETAF)                        | MG Frank Hemlick                                            | Vicenza, Itàlia                             |
| Army Central Command/Third US Army (ARCENT)                                                       | LTG R. Steven Whitcomb                                      | Fort McPherson, Georgia                     |
| U.S. Army Criminal Investigation Command (USACIDC)                                                | BG Rodney L. Johnson                                        | Fort Belvoire, Virgínia                     |
| United States Army Military District of Washington (MDW)                                          | MG Guy C. Swan III                                          | Fort McNair, Washington DC                  |
| First U.S. Army (FUSA)                                                                            | LTG Russel L. Honoré                                        | Fort Gilem, Georgia                         |
| United States Army Reserve Command (USARC)                                                        | LTG Jack C. Stultz                                          | Fort McPherson, Geòrgia                     |
| National Guard Bureau (NGB)                                                                       | LTG H. Stephen Blum                                         | Washington DC                               |

(Última actualització: 30 d'abril de 2007)